# Дереволаз плоскодзьобий
Деревола́з плоскодзьо́бий (Dendrocolaptes platyrostris) — вид горобцеподібних птахів родини горнерових (Furnariidae). Мешкає в Південній Америці.

## Підвиди
Виділяють два підвиди:
- D. p. intermedius Berlepsch, 1883 — від Східної Бразилії до Північно-Східного Парагваю;
- D. p. platyrostris Spix, 1824 — Південно-Східна Бразилія (від південної Баїї і східного Мінас-Жерайсу до Ріу-Гранді-ду-Сул), Південно-Східний Парагвай, Північно-Східна Аргентина (Місьйонес, північний і східний Коррієнтес, східна Формоса і схід Чако) і крайній північно-східний Уругвай.

## Поширення і екологія
Плоскодзьобі дереволази мешкають в Бразилії, Аргентині, Парагваї і Уругваї. Вони живуть в підліску вологих рівнинних і гірських атлантичних лісів, у садках і на плантаціях. Зустрічаються на висоті до 1300 м над рівнем моря. Живляться комахами та іншими безхребетними.